# ISO 8859
ISO 8859 — сімейство ASCII-сумісних кодових сторінок, розроблених спільними зусиллями ISO та IEC. Станом на 2006 рік це сімейство складається з 15 кодових сторінок.

## Загальна інформація
Оскільки кодування ISO 8859 розроблялось як засіб для обміну інформацією, а не як засіб забезпечення високоякісної типографії, то в них не включені такі символи, як парні лапки, тире різної довжини, лігатури та т. п. (хоча там все ж присутні такі символи, як нерозривний пробіл і символ м'якого переносу). Проте досить чимало місця (область 0x80—0x9F) зарезервовано під «верхні символи керування», що призначені для керування терміналами.
Оскільки різні сторінки ISO 8859 розроблялись сумісно, то вони мають деяку взаємну сумісність. Наприклад, всі сім символів розширеної латиниці, що використовуються в німецькій мові, стоять на однакових позиціях у всіх кодових сторінках, що включають ці символи. Сторінки Latin-1—Latin-4 мають ще більшу степінь сумісності: кожен символ, представлений у будь-яких двох із цих сторінок, стоїть в них на однакових позиціях.

## Застосування
Кодування серії ISO-8859 застосовуються головним чином на юніксоподібних системах, а також для кодування вебсторінок (оскільки більшість вебсерверів використовують UNIX).
У системах Microsoft Windows використовують кодування Windows, деякі з них сумісні з ISO-8859, але включають більше графічних символів за рахунок використання області 0x80—0x9F.

## Частини ISO-8859
ISO 8859-1 (Latin-1)Розширена латиниця, що включає символи більшості західноєвропейських мов (англійська, данська, ірландська, ісландська, іспанська, італійська, німецька, норвезька, португальська, ретороманська, фарерська, шведська, шотландська (гельська) і частково голландська, фінська, французька), а також деяких східноєвропейських (албанська) та африканських мов (африкаанс, суахілі). В Latin-1 відсутні знак євро і заголовна буква Ÿ. Ця кодова сторінка вважається кодуванням за замовчуванням для HTML-документів та повідомлень електронної пошти. Також цій кодовій сторінці відповідають перші 256 символів Юнікода.
ISO 8859-2 (Latin-2)Розширена латиниця, що включає символи центральноєвропейських і східноєвропейських мов (боснійська, угорська, польська, словацька, словенська, хорватська, чеська). В Latin-2, як і в Latin-1, відсутній знак євро.
ISO 8859-3 (Latin-3)Розширена латиниця, що включає символи південноєвропейських мов (мальтійська, турецька і есперанто).
ISO 8859-4 (Latin-4)Розширена латиниця, що включає символи північноєвропейських мов (гренландська, естонська, латвійська, литовська і саамські мови).
ISO 8859-5 (Latin/Cyrillic)Кирилиця, що включає символи слов'янських мов (білоруська, болгарська, македонська, російська, сербська та частково українська).
ISO 8859-6 (Latin/Arabic)Символи, що використовуються в арабській мові. Символи інших мов з письмом на основі арабської не підтримуються. Для коректного відображення тексту в кодуванні ISO-8859-6 треба підтримка двонаправленого письма і контекстно-залежних форм символів.
ISO 8859-7 (Latin/Greek)Символи сучасної грецької мови. Може використовуватися також для запису давньогрецьких текстів в монотонічній орфографії.
ISO 8859-8 (Latin/Hebrew)Символи сучасного іврита. Використовується в двох варіантах: з логічним порядком слідування символів (треба підтримка двонаправленого письма) і з візуальним порядком слідування символів.
ISO 8859-9 (Latin-5)Варіант Latin-1, в котрому рідко використовувані символи ісландської мови замінені на турецькі. Використовується для турецької та курдської мов.
ISO 8859-10 (Latin-6)Варіант Latin-4, зручніший для скандинавських мов.
ISO 8859-11 (Latin/Thai)Символи тайської мови.
ISO 8859-12 (Latin/Devanagari)Символи письма деванагарі. В 1997 робота над ISO-8859-12 була офіційно припинена, і це кодування так і не було прийняте як стандарт.
ISO 8859-13 (Latin-7)Варіант Latin-4, зручніший для балтійських мов.
ISO 8859-14 (Latin-8)Розширена латиниця, що включає символи кельтських мов, таких як шотландська (гельська) та бретонська.
ISO 8859-15 (Latin-9)Варіант Latin-1, в котрому рідко використовувані символи замінені на необхідні для повної підтримки фінської, французької та естонської мов. Крім того, в Latin-9 був доданий знак євро.
ISO 8859-16 (Latin-10)Розширена латиниця, що включає символи південноєвропейських та східноєвропейських (албанська, угорська, італійська, польська, румунська, словенська, хорватська), а також деяких західноєвропейських мов (ірландська в новій орфографії, німецька, фінська, французька). Як і в Latin-9, в Latin-10 було додано знак євро.